# Müritzarm
Der Müritzarm ist ein See in der Gemeinde Priborn im Landkreis Mecklenburgische Seenplatte. Er ist Teil der sich südlich an die Müritz anschließenden Seenkette. Der wenig gegliederte, flussartige See ist zwischen 250 und 300 Meter breit und etwas über 3,9 Kilometer lang. Im Süden geht das Gewässer in den Müritzsee über. Nach Norden ist der See mit einem Damm mit kleiner Brücke von der Kleinen Müritz getrennt. Über den Damm führt die Bundesstraße 198. Das Ufer ist flach und wird in der weiteren Umgebung meist landwirtschaftlich genutzt. Im Nordwesten grenzt der Ort Vipperow an den See.